# Hipoksična plućna vazokonstrikcija
Hipoksična plućna vazokonstrikcija (HPV, ne pomiješati s Humani papiloma virus) fiziološka je promjena i jedinstven prilagodljivi mehanizam karakterističan za plućnu cirkulaciju, u kojoj se plućne arterije sužavaju u nazočnosti hipoksije (niska razina kisika) bez hiperkapnije (visoka razina ugljičnog dioksida), preusmjeravajući krv u alveole s višim parcijalnim tlakom kisika, istovremeno smanjujući ventilaciju čime reguliraju perfuzijski nesklad.
Kod dugotrajne hipoksije, ovaj mehanizam ima važnu ulogu u razvoju kronične plućne hipertenzije izazvane hipoksijom.

## Patofiziologija HPV
Mnoga tkiva u tijelu su sposobna regulirati svoj krvotok - srce, bubreg, mozak i želudac imaju svoju autoregulaciju krvotoka. Čini se da HPV ima sličan mehanizam unutar pluća, kako bi spriječila desno skretanje krvi i usmjerila je prema lijevo unutar pluća, a time i pojavu neoksiginirane krvi u perifernoj cirkulaciji.
Taj proces se na početku može činiti nelogičan, jer niska vrijednost kisika teoretski treba dovesti do povećanog protoka krvi u plućima kako bi se povećala razmjena plinova.
Ova pojava se objašnjava time, da suženje plućnih arterija dovodi do povećanog tlaka koji iz hipoksičnog područja vraća krv u srce kako bi se otuda usmjerio u bolje-oksigenirana područja pluća, što povećava ukupnu površinu uključenu u razmjenu plinova.
Nekoliko faktora inhibira taj proces, uključujući povećanu srčanu aktivnost, hipohondrija, hipotermija, acidoza /alkaloza, povećan plućni vaskularni otpor, inhalacija anestetik, blokada kretanja kalcija, izoproterenol, azotsuboksid, vazodilatori.

## Teorije nastanka HPV
Usprkos intenzivnim istraživanjima od prvih zapažanja Hansa von Eulera i Görana Liljestranda, mehanizam odgovoran za hipoksičnu plućnu vazokonstrikciju ostaje nepoznanica.
Brojni se liječnici slažu s istraživačima da hipoksičnu plućnu vazokonstrikciju odražava jedan mehanizam u mišićima malih prekapilarnih plućnih arterija i da za njihovu reakciju nije odgovoran tlak kisika u alveolama već vaskularni tlak kisika. Također, postoji konsenzus da, iako hipoksična plućna vazokonstrikcija može biti pod utjecajem raznih posrednika i autonomnog nervnog sustav, njegov urođen mehanizam je neovisan od ovih utjecaja.
U potrazi za istinom, pristupi ovoj pojavi znatno variraju: i dok se jedni fokusiraju na elektrotehničke pojmove i pokušavaju ovu pojavu objasniti promjenom napona u kanalima kojima se odvija protok jona kalija K + i kalcija Ca +, izazvanim promjenama tlaka kisika tijekom hipoksije, drugi istražuju ulogu endotela kao posrednika u nastanku plućne vazokonstrikcije. Nažalost pravog odgovora i dalje nema.

## Vanjske poveznice
- Američko udruženje za grudni koš
- Američki časopis za staničnu i molekularnu fiziologiju  Arhivirana inačica izvorne stranice od 14. svibnja 2009. (Wayback Machine)
- Reanimatologija

|  | Molimo pročitajte upozorenje o korištenju medicinskih informacija. Ne provodite liječenje bez savjetovanja s liječnikom! |